# Johan Franck
Johan Franck, latinisiert Johan Franckenius (* 25. Januar 1590 in Stockholm; † 16. Oktober 1661 in Uppsala) war ein schwedischer Arzt und Botaniker.

## Leben und Wirken
Johan Franck war der Sohn von Matthias Franck und Anna Rostorpia. Nach seinem Studium in Rostock wurde er 1624 Professor der Botanik und Anatomie in Uppsala. Er war dort u. a. Lehrer von Olof Rudbeck dem Älteren.
Franck war dreimal (1630, 1636 und 1642/423) Rektor der Universität Uppsala. In seinen Werken beschrieb er die medizinischen Wirkungen von Pflanzen und führte ihre lateinischen und schwedischen Bezeichnungen auf.

## Ehrentaxon
Carl von Linné benannte ihm zu Ehren die Gattung Frankenia der Pflanzenfamilie der Frankeniaceae.

## Werke
- De signaturis herbarum idiomate Germanico. Rostock 1618
- De innocentl occisorum corporum sanguine qui ad praesentiam siccari et homicadae ubertim ex vulnere profluit et exillat. Uppsala 1624
- De siderum coelestium in sublunaria corpora influxu vi et efficacia. Uppsala 1624
- Colloquium philosophicum cum dijs montanis: thet är: Ett lustigt och liuflighit samtaal emillan the förnembsta och edelste berg-gudar och een högförfaren philosopho Zamolxides benämbd: om then edle och dyrbare klenodien lapide philosophorum … Uppsala 1638
- Speculum botanicum renovatum, in quo juxta alphabeti ordinem, praecipuarum herbarum, arborum … Nomenclaturae … proponuntur. Uppsala 1659